# Battaglia di Verdun (1792)
La battaglia di Verdun fu uno scontro, svoltosi fra il 20 agosto ed il 2 settembre 1792 nel corso della guerra della prima coalizione contro la Francia rivoluzionaria, che si risolse con l'assedio e la presa della fortezza di Verdun, tenuta da truppe francesi, da parte di un esercito prussiano al comando di Carlo duca di Brunswick.
La città di Verdun, forte della sua posizione strategica in un'ansa della Mosa, era stata scelta da Vauban come sede di una delle piazzeforti costruite durante il regno di Luigi XIV per proteggere i confini del regno.
Falliti gli attacchi delle truppe della Convenzione contro la frontiera del Belgio (a seguito della dichiarazione di guerra del 20 aprile 1792) a Parigi aleggiava il sospetto che la causa di tali insuccessi fosse il tradimento da parte degli ufficiali nei confronti delle idee della Rivoluzione, dopo la caduta della fortezza di Longwy (catturata il 23 agosto da Brunswick) le attenzioni dell'opinione pubblica si concentrarono quindi sulla piazzaforte di Verdun, l'ultima sulla strada per Parigi, già assediata dal 20 di agosto. Proprio il 20, infatti, uno scontro fra truppe francesi e prussiane si era risolto con la vittoria di queste ultime, lasciando Verdun sotto assedio. Malgrado l'avanzata prussiana su Parigi nella valle delle Argonne fosse già iniziata, la notizia della resa della piazzaforte, avvenuta il 2 settembre, scatenò un'ondata di panico e collera popolare a Parigi.

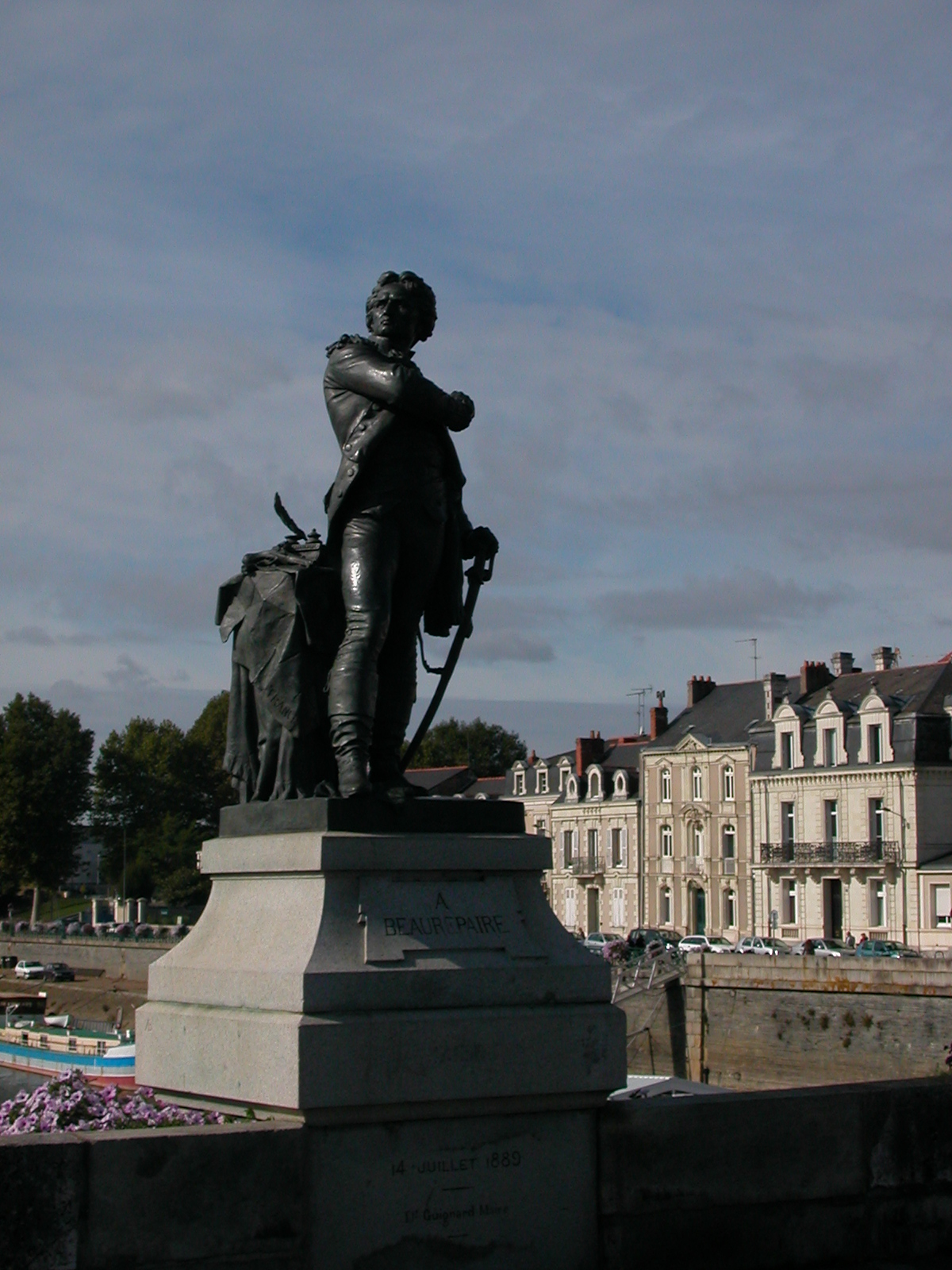
Statua del colonnello Beurepaire ad Angers

## Conseguenze
L'ondata di panico si trasformò ben presto in collera verso coloro che venivano additati come responsabili, coi tradimenti di cui erano sospettati, delle sconfitte subite, perciò, subito a ridosso della notizie e per quattro giorni, la folla (in particolare i cosiddetti sanculotti) si diede al massacro dei prigionieri nelle prigioni di Parigi, arrivando ad uccidere la metà di essi, circa 1300 persone, anche in provincia si verificarono episodi simili. L'ondata di rabbia popolare si trasmise all'esercito che, sotto la guida di Charles François Dumouriez, il 20 settembre sconfisse le truppe prussiane sulle alture di Valmy, sventando così la minaccia prussiana su Parigi.
Un'altra importante conseguenza dello scontro fu che sotto la spinta dei massacri che seguirono la resa di Verdun le elezioni di settembre si conclusero con l'elezione di una Convenzione formata dagli elementi più radicali dello schieramento rivoluzionario. La battaglia fu quindi una delle concause della progressiva instaurazione del regime del Terrore e della "svolta a sinistra" della Rivoluzione.